# サンシュユ
サンシュユ（山茱萸、学名: Cornus officinalis）は、ミズキ科ミズキ属の落葉小高木。中国原産で、春先に葉が出る前に黄色い花を咲かせ、秋にグミに似た赤い実をつける。別名でハルコガネバナ、アキサンゴ、ヤマグミとも呼ばれる。季語は春。庭園樹や公園樹として多く植栽されている。果実は漢方に使われる。

## 名称
山茱萸（サンシュユ）は漢名（中国植物名）で、この音読みが和名の由来である。日本名の別名ハルコガネバナ（春黄金花）は、早春、葉がつく前に木一面に黄色の花をつけることからついた呼び名で、日本植物学者の牧野富太郎が山茱萸に対する呼び名として提唱したものである。秋になると枝一面にグミのような赤い実がつく様子から珊瑚に例えて、「アキサンゴ」の別名でも呼ばれる。

## 分布
中国浙江省及び朝鮮半島中・北部が原産といわれ、中国・朝鮮半島に分布する。江戸時代享保年間に朝鮮経由で漢種の種子が日本に持ち込まれ、薬用植物として栽培されるようになった。日本における植栽可能地域は、東北地方から九州までの地域である。また、北海道の一部で植栽可能である。日本では、一般に花を観賞用とするため、庭木などに利用されている。日当たりの良い肥沃地などに生育する。

## 特徴
落葉広葉樹の小高木から高木で、樹高は5 - 15メートル (m) 内外になる。枝は斜めに立ち上がる。成木の幹は褐色で樹皮が剥がれた跡が残ってまだら模様になることがあり、若木の幹や枝は赤褐色や薄茶色で、表面は荒く剥がれ落ちる。
葉は有柄で互生し、葉身は長さ4 - 10 cmほどの卵形から長楕円形で、全縁、葉裏には毛が生える。側脈は5 - 7対あって、葉先の方に湾曲する。葉はハナミズキやヤマボウシに似ているが、やや細長い。秋は紅葉する。葉が小さめのため派手さはないが、色濃く渋めに紅葉する。
花期は早春から春（3 - 4月上旬）にかけ、若葉に先立って木全体に開花する。短枝の先に直径2 - 3センチメートル (cm) の散形花序を出して、4枚の苞葉に包まれた鮮黄色の小花を多数つける。花径は4 - 5 mm。花弁は4個で反り返り、雄しべは4個。
果期は秋。果実は核果（石果）で、長さ1.2 - 2 cmの長楕円形で、10月中旬 - 11月に赤く熟し、グミの果実に似ている。生食はできないが、味は甘く、酸味と渋みがある。核の長さは8 - 12ミリメートル (mm) で、中央に縦の稜がある。
冬芽は枝の先端に頂芽を1個つけ、枝に側芽が対生する。花芽が球形で総苞片に包まれ2枚の小さな芽鱗が基部につく。葉芽は楕円形をしている。
|          |      |    |          |
| 葉と偽果 | 偽果 | 葉 | スケッチ |

## 栽培
日当たりがよく、やや湿った場所を好む性質で、栽培は実生・株分けによって繁殖する。土壌の質は全般で、根の深さは植栽樹としてはふつうである。植栽適期は11 - 3月とされる。剪定は1 - 3月、施肥は12 - 3月に行う。
夏には葉がイラガやカナブンの食害を受ける。

## 利用
樹木は、庭園樹、公園樹、切り花の用途で使われる。マンサクとともに早春に咲く花木の代表として日本人にも親しまれ、洋風の庭よりも和風の庭に、1本立ちで使われることの方が多い。果実には薬効があり、生薬に利用されて漢方など薬用にされる。
種子を取り除いた果実には、リンゴ酸、酒石酸、没食子酸、酸性酒石酸カリウムなどの有機酸、タンニン、糖などを含んでいる。種子にはパルミチン酸、オレイン酸、リノール酸などの脂肪油を含んでいる。一般に人間の腸はアルカリ性と言われ、有機酸が入って一時的に酸性化すると、細菌はpH7以上の弱アルカリ性でないと繁殖しないため、サンシュユに含まれる有機酸類が制菌に役立つと考えられている。

### 生薬
10月ごろに赤熟した果実を採取し、熱湯に数分間浸してからザルに上げて種子を取り除き、日干し乾燥させた果肉（正確には偽果）は生薬に利用され、山茱萸（さんしゅゆ）の名で日本薬局方に収録されている。強精薬、止血、滋養強壮、頻尿、収斂、冷え性、低血圧症、不眠症に効用があるとされる。果肉は長さ1.4 cm程の楕円形。滋養強壮の目的で、牛車腎気丸、八味地黄丸、杞菊地黄丸等の漢方方剤にも使われる。
民間療法では、腎臓に力をつけてくれる薬草として知られ、膝と腰軟弱、頻尿の人に、山茱萸1日量3 - 5グラムを水400 ccで半量になるまで煎じ、3回に分けて服用する用法が知られている。疲労回復、滋養強壮、冷え症、低血圧症、不眠症などに果実酒も用いられ、水洗いした生果実を3倍量のホワイトリカー（焼酎）に入れて冷暗所に3か月おいてから、適量のグラニュー糖などを入れてさらに20日ほど熟成してから、就寝前に1日に盃1 - 2杯程度で飲用する。また、赤く熟した果実を使ってジャムなどにしてもよい。